# Sanmenzha
Sanmenzha (kinesiska: 三门闸, 三门闸乡) är en socken i Kina. Den ligger i provinsen Henan, i den centrala delen av landet, omkring 210 kilometer söder om provinshuvudstaden Zhengzhou.
Genomsnittlig årsnederbörd är 1 142 millimeter. Den regnigaste månaden är augusti, med i genomsnitt 255 mm nederbörd, och den torraste är januari, med 17 mm nederbörd.